# Бунін Юрій Володимирович
 Юрій Володимирович Бунін — полковник медичної служби Збройних сил України, учасник російсько-української війни, що відзначився під час російського вторгнення в Україну в 2022 році.

## Нагороди
- орден «Богдана Хмельницького» III ступеня (2022) — за особисту мужність і самовіддані дії, виявлені у захисті державного суверенітету та територіальної цілісності України, вірність військовій присязі<[1][2].